# Ana María Fernández Planas
Ana Maria Fernández Planas (Blanes, 16 de octubre de 1968-Blanes, 15 de agosto de 2021) fue una fonetista española de los siglos XX y XXI.

## Biografía
Nació en Blanes el 16 de octubre de 1968.
Doctora en Lingüística por la Universidad de Barcelona, empezó sus investigaciones en el campo de la fonética articulatoria del castellano y del catalán. Fue profesora de lingüística en la Universidad de Barcelona. Desde 1998 fue responsable técnica del Laboratorio de Fonética de la Universidad de Barcelona y desde 1984 coordinadora de la revista Estudios de Fonética Experimental. En 2018 fue galardonada con el Premio Antoni Caparrós al mejor proyecto de transferencia de conocimiento de la Universidad de Barcelona.
Fue una de las pioneras de la introducción de la electropalatografía en España. Entre sus contribuciones científicas más destacadas figura el cálculo de los valores de los umbrales perceptivos de duración y F0 en español.
Publicó más de cien obras científicas, entre ellas numerosos artículos de fonética en revistas especializadas (como Verba. Anuario galego de filoloxía, Estudis Romànics, Caplletra, Journal of the International Phonetic Association, Onomázein, Géolinguistique, Head and Neck y Aphasiology) y algunos libros sobre el mismo tema.
Falleció en Blanes el 15 de agosto de 2021, tras contraer una neoplasia de páncreas.

## Obras principales
- Manual de fonética española, junto con Eugenio Martínez Celdrán (Ariel, 2007)
- Así se habla. Nociones fundamentales de fonética general y española[7] (Horsori, 2005)
- Prácticas de transcripción fonética en castellano, junto con Josefina Carrera Sabaté (Salvatella, 2001)